# Melbourne Knights Football Club
Il Melbourne Knights Football Club è una società calcistica australiana con sede nella città di Melbourne e milita nella NPL Victoria. Ha vinto per ben due volte l'ormai defunta National Soccer League (NSL). Il club è situato alla periferia occidentale di Melbourne e trae gran parte del suo sostegno da parte della comunità croata (dalle quali trae le sue radici).

## Palmarès

### Competizioni nazionali
- NSL: 2

1995, 1996
- Victorian Premier League: 3

1968, 1978, 1979

### Altri piazzamenti
- Australia Cup:

Semifinalista: 2023